# Maurice de Saint-Palais
Jacques-Marie-Maurice de Landes d'Aussac de Saint-Palais, né le 15 novembre 1811 à La Salvetat-sur-Agout dans l'Hérault et mort le 28 juin 1877 à Saint Mary-of-the-Woods dans l'Indiana, est un prélat américain catholique d'origine française. Il est évêque de Vincennes (évêché depuis inclus à l'archidiocèse d'Indianapolis), de 1848 à sa mort, et chanoine d'honneur des diocèses d'Albi et de Montpellier.

## Biographie

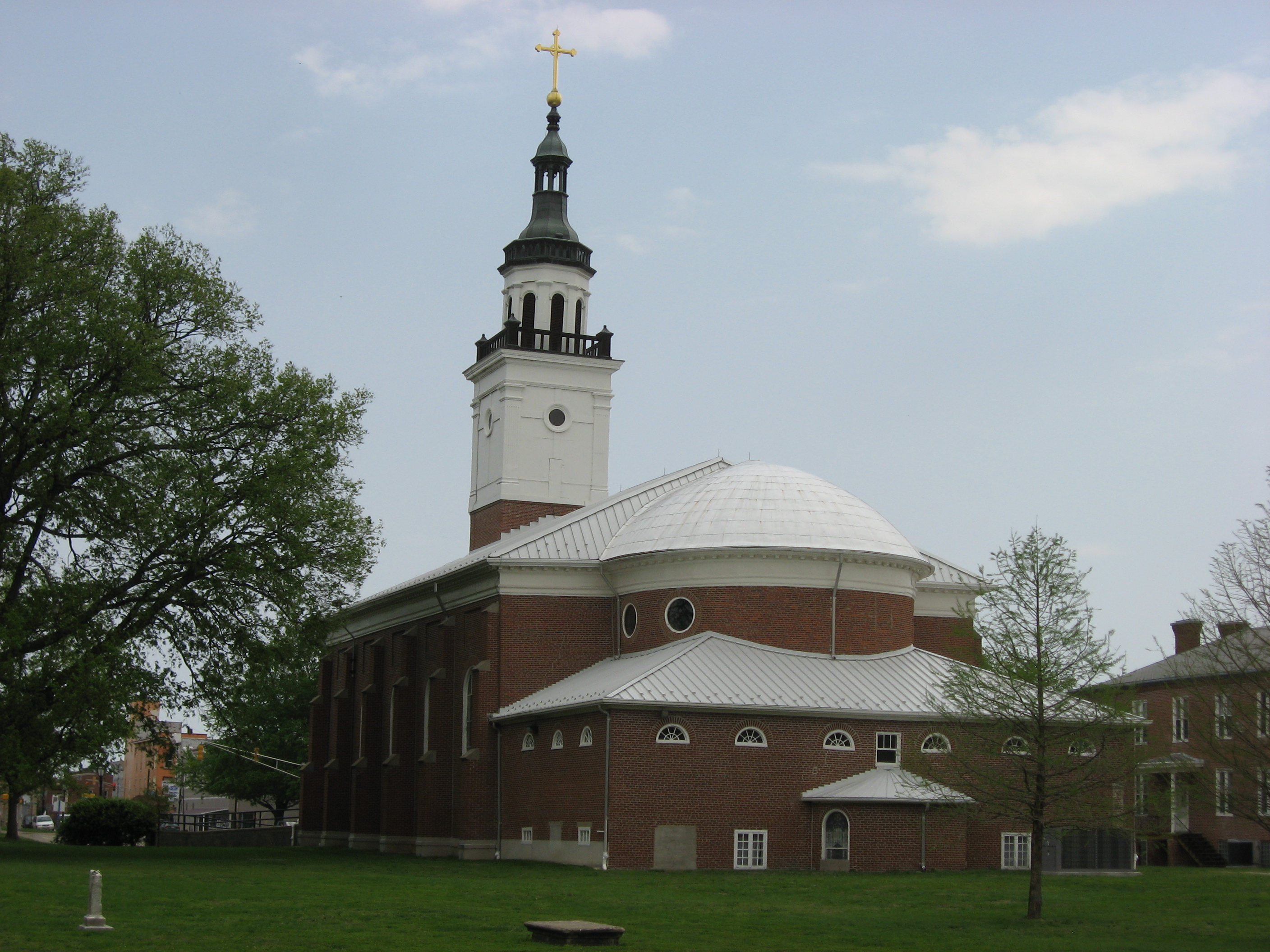
Vue de la proto-cathédrale Saint-François-Xavier de Vincennes

Né à La Salvetat-sur-Agout, en France, il est issu d'une famille de la noblesse languedocienne. Il est le fils du baron Joseph de Landes d'Aussac de Saint-Palais, et d'Anne-Louise-Angélique de Raynaud des Pradels.
Après des études préparatoires à Albi, il entre au petit séminaire de Saint-Nicolas-du-Chardonnet à Paris, puis à celui d'Issy pour ses études de philosophie, et enfin au séminaire de Saint-Sulpice pour la théologie. Il accède à la prêtrise le 28 mai 1836, à Paris.
En juillet suivant, Monseigneur Simon Bruté de Rémur, en voyage en France pour recruter des prêtres pour son nouveau diocèse de Vincennes dans l'Indiana, remarque le jeune Maurice de Saint-Palais, qui décide de le suivre aux États-Unis, en tant qu'administrateur du diocèse de Vincennes.
Il est d'abord chargé de la paroisse de Bogg's Creek près de Loogootee, puis en 1842 est envoyé à Chicago, où il construit la première église catholique. Rappelé dans l'Indiana, il devient successivement curé de Logansport et de Madison.
Devenu vicaire général en 1847, il devient en 1848, à la mort de Jean Bazin, évêque de Vincennes. Le pape Pie IX le confirme dans ses fonctions le 3 octobre 1848, et il est consacré le 14 janvier 1849 par les évêques Richard Miles, Martin Spalding et Hyppolite du Pontavice. Il érige plusieurs paroisses, ferme le séminaire du collège Saint-Gabriel, et fonde l'orphelinat Saint-Vincent dans les anciens bâtiments en question.
Durant son épiscopat, de Saint-Palais dut notamment faire face à une épidémie de choléra et aux conséquences de la guerre de Sécession, durant laquelle plusieurs de ses prêtres servirent comme aumôniers. Tout en constatant qu'Indianapolis avait supplanté Vincennes en termes de taille et de population, il laissa le soin de déplacer le siège de l'évêché à son successeur.
Jacques-Marie-Maurice de Landes d'Aussac de Saint-Palais meurt à 65 ans d'une attaque d'apoplexie, à Saint Mary-of-the-Woods, et est enterré dans la crypte de la cathédrale Saint-François-Xavier de Vincennes, avec ses trois prédécesseurs.